# Дакуаз
Дакуаз (фр. dacquoise) — торт, що складається з шарів мигдалевого та ліщинового безе зі збитими вершками чи масляним кремом на масляній бісквітній основі. Зазвичай його подають охолодженим і з фруктами.
Термін дакуаз може також вказувати на власне шар горіхового безе.

## Етимологія
Свою назву торт отримав від жіночої форми французького слова dacquois, що означає «з Даксу» (Дакс — місто на південному заході Франції).

## Варіації

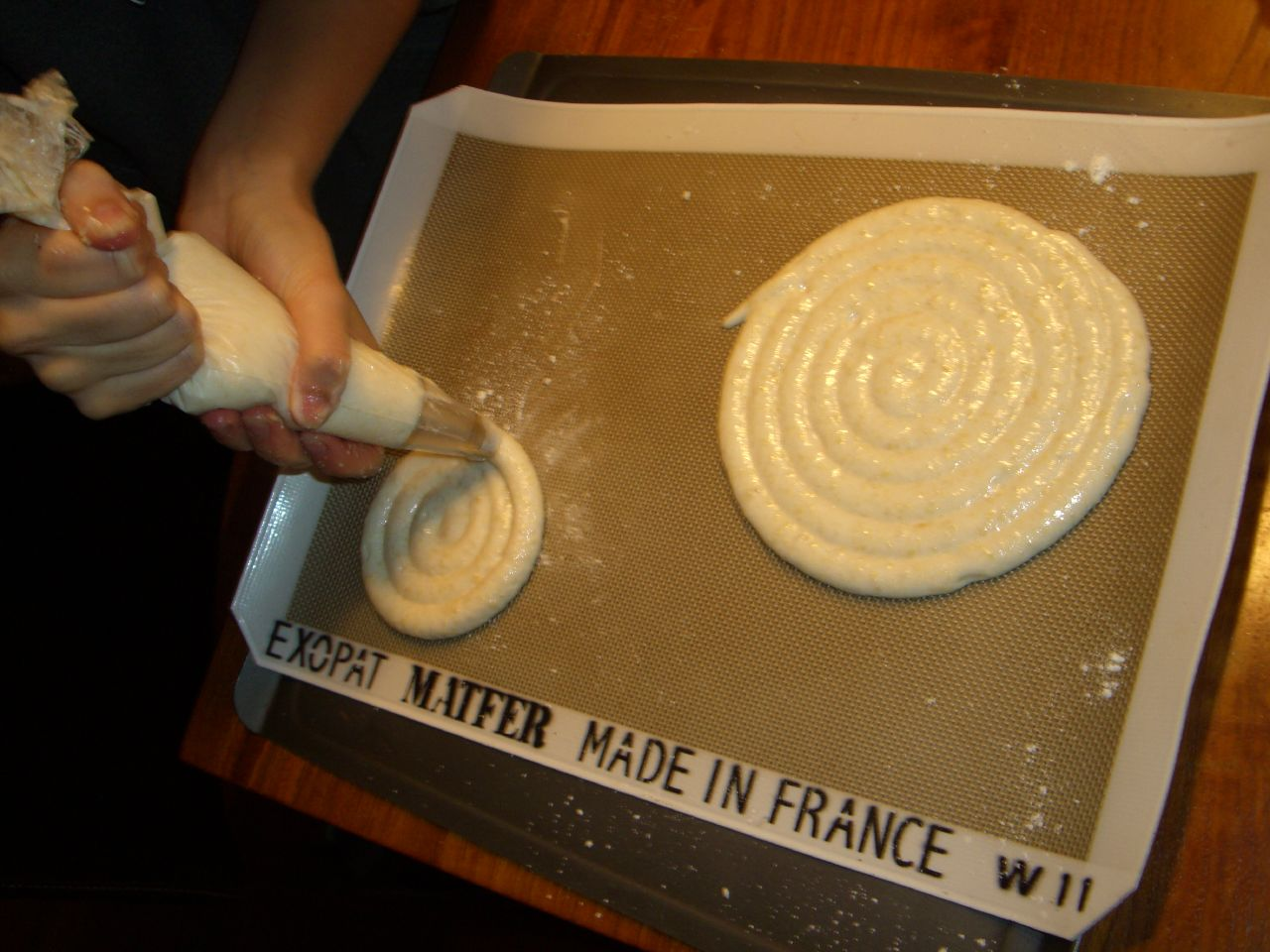
Викладання шарів дакуазу для основи мусових тортів

Особливим видом дакуазу є торт марджолайн (фр. marjolaine), автором якого є французький шеф-повар Фернан Пуан. Це довгий, прямокутний торт, що поєднує шари мигдалевого та ліщинового безе з шоколадним масляним кремом.